# Девід Реймер
Девід Реймер (Раймер; англ. David Reimer, ім'я при народженні — Брюс, англ. Bruce, після операції — Бренда, англ. Brenda; нар. 22 серпня 1965, Вінніпег — пом. 4 травня 2004, Оттава) — канадець, який народився чоловіком, а через втрату в дитячому віці пеніса виховувався «як жінка». Згодом повернувся до генетично-визначеної гендерної ідентичності, перенісши при цьому операцію по відновленню статевих органів і гормональну терапію. Випадок Девіда Реймера часто використовується як підстава для критики теорії формування гендеру, яка стверджує, що на останній впливає гендерна соціалізація дітей.

## Життєпис
Девід Реймер був одним з близнюків, які народилися в канадській родині Джанет і Рональда Реймер 22 серпня 1965 році. При народженні йому було дано ім'я Брюс, брата назвали Брайаном.
Коли Брюсу було 8 місяців, через проблеми з сечовипусканням, пов'язаних з фімозом, йому було призначено обрізання. Операція, яку вирішено було провести шляхом припікання, пройшла невдало. Пеніс хлопчика був сильно пошкоджений і не підлягав відновленню. Шоковані подією батьки стали шукати допомоги. Рік по тому вони побачили телепередачу, присвячену інтерсекс-проблем і транс-проблем, в якій виступав професор Університету Джонса Гопкінса — психолог Джон Мані. Доктор Мані стверджував, що розвиток дітей, які пройшли операцію по зміні статі і виховуються згідно з відповідною гендерної моделі, протікає нормально, вони добре адаптуються до нового гендеру і відчувають себе щасливими. Реймер звернулися до Мані, і той порадив їм виховувати дитину як дівчинку і провести операцію з видалення статевих залоз і залишків пеніса. Батьки погодилися з порадою лікаря, дитині було дано жіноче ім'я — Бренда .
Випадок Девіда Реймера, який отримав в наукових колах назву «Джон/Джоан», став широко відомий. При цьому наявність у Девіда брата-близнюка створювало ідеальні умови для валідизації результатів дослідження його розвитку. Цей випадок також популяризувався в ЗМІ, як те, що доводить культурну, а не генетичну визначеність понять мужність і жіночність. Останнє твердження використовувалося і деякими феміністками .
Однак сам Девід не вважав себе дівчинкою, з восьми — дев'яти років демонструючи поведінку, характерну для хлопчиків: в якості іграшок він вважав за краще рушниці і машинки, вплутувався в шкільні бійки, відмовлявся мочитися сидячи тощо . Через це дитина піддавалась глузуванням з боку однолітків, тому часто страждав депресіями. Крім того, зовнішність і фігура Девіда-Бренди зберігали мужеподібність.
Коли Девід досяг підліткового віку, він повинен був пройти останню хірургічну процедуру — операцію зі створення штучної вагіни. Однак від операції він відмовився. Тоді ж батько Реймера відкрив йому правду. Девід зробив три невдалі спроби суїциду, остання з яких на деякий час ввела його в кому. Після цього Девід вирішив вести спосіб життя, відповідний його приналежності до чоловічої статі. Він знову пройшов через гормональну терапію і переніс операцію з відновлення первинних чоловічих статевих ознак. Реймер одружився і усиновив трьох дітей.

### Смерть
Історія Девіда Реймера стала відома широкій публіці в 2000 році з виходом книги Джона Колапінто «Таким його зробила природа: хлопчик, якого виростили як дівчинку» (англ. As Nature Made Him: The Boy Who Was Raised as a Girl). Проте новий спосіб життя не вирішив психічних проблем Девіда. Після смерті брата, викликаної передозуванням антидепресантів, він впав у депресію, втратив роботу і розлучився з дружиною.
У віці 38 років Девід Реймер покінчив життя самогубством, вистріливши собі в голову з обрізаної рушниці.